# 제16회 브릭스 정상회의

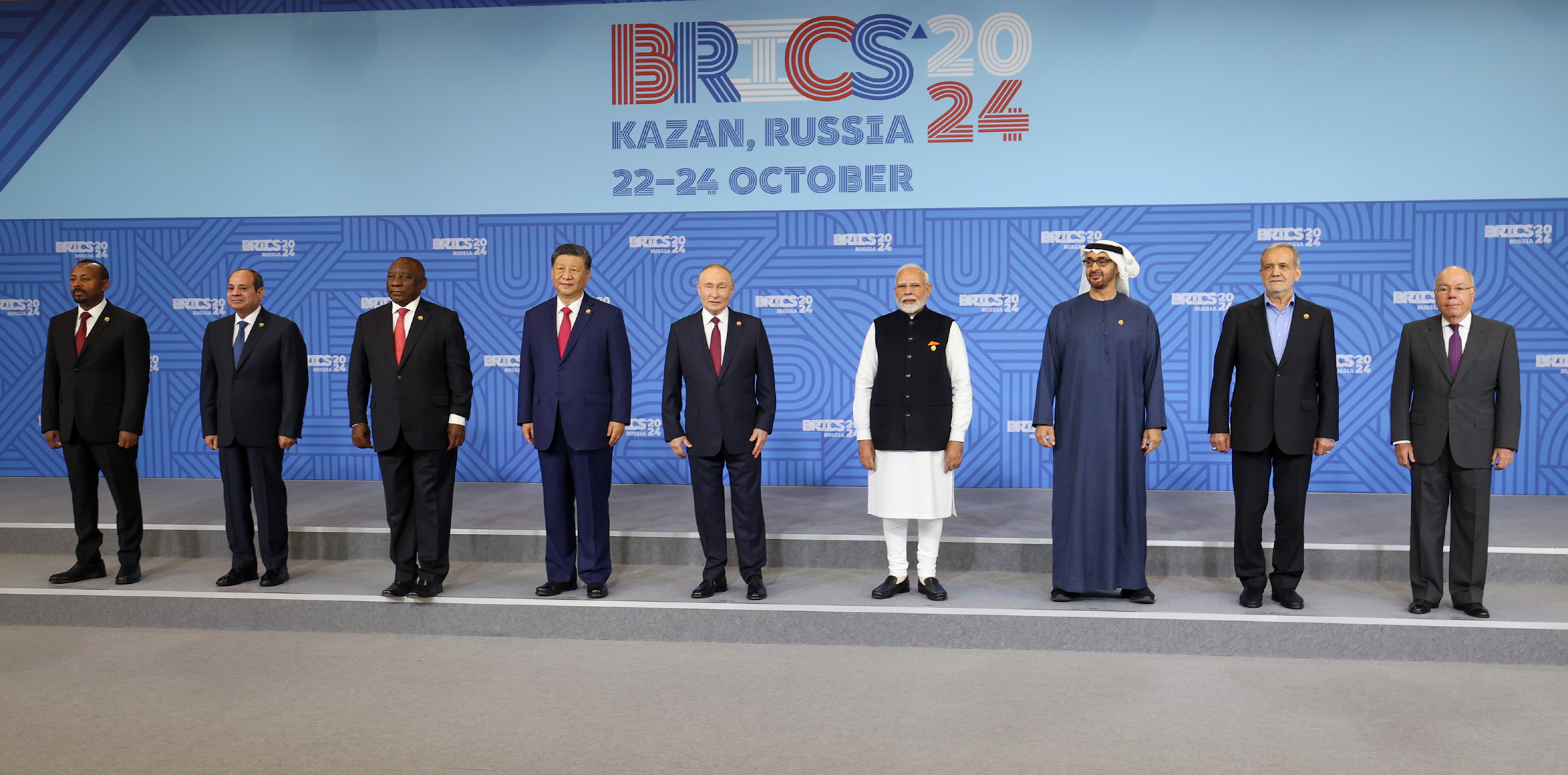

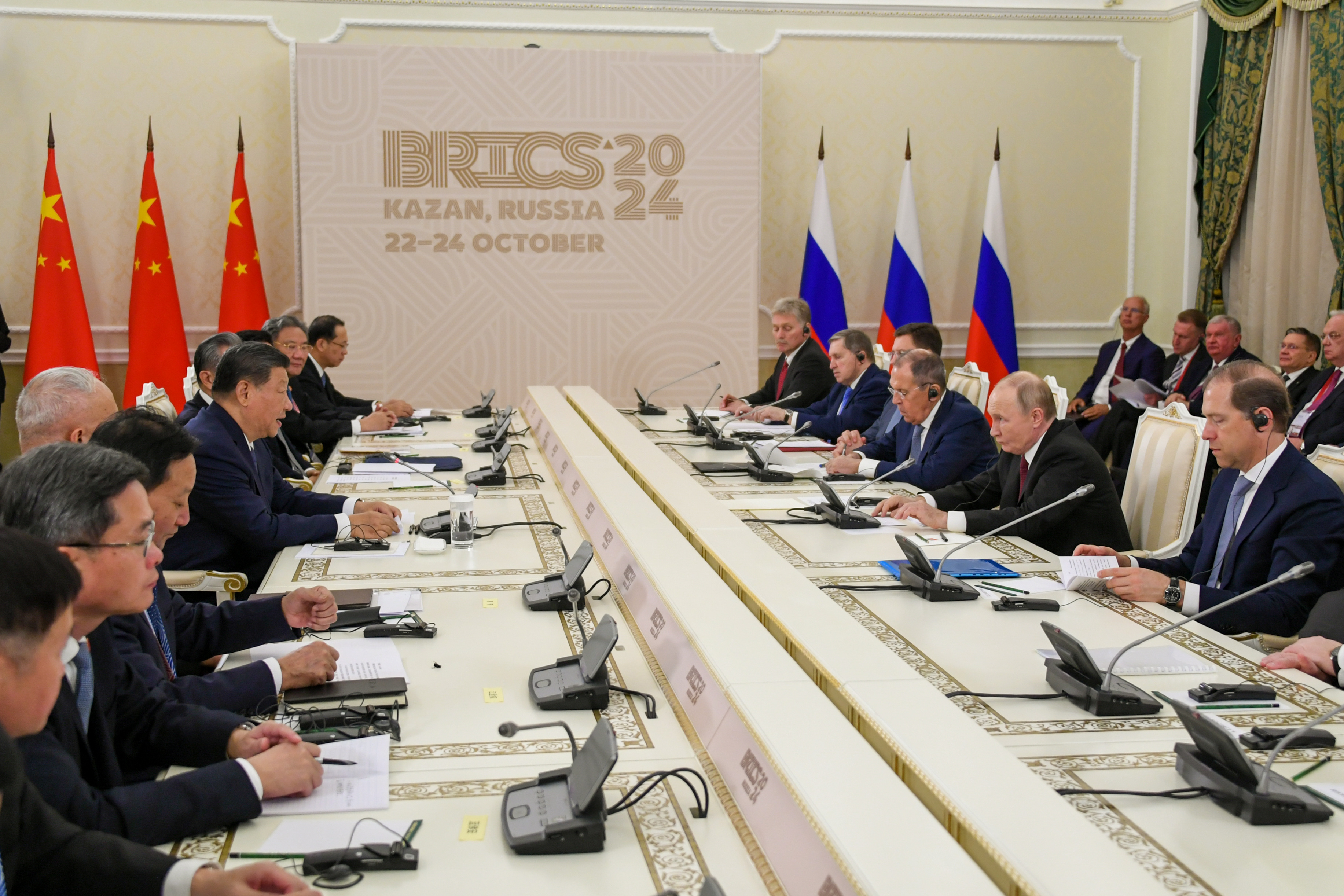

제16회 브릭스 정상회의(16th BRICS summit) 또는 2024년 브릭스 정상회의(2024 BRICS summit)는 러시아 카잔에서 열린 제16차 브릭스 정상회의이다. 제15회 브릭스 정상회의에서 이집트, 에티오피아, 이란, 아랍에미리트가 가입한 이후 이들 국가가 처음으로 참여하는 브릭스 정상회의가 되었다.

## 같이 보기
- 2024년 리우데자네이루 G20 정상회의